# مراد بی‌لی (صابرآباد)
مراد بی‌لی (به ترکی آذربایجانی: Muradbəyli) یک منطقه مسکونی در جمهوری آذربایجان است که در شهرستان صابرآباد واقع شده‌است. مراد بی‌لی ۵۷۴ نفر جمعیت دارد.